# غالي معسكر
نادي غالي معسكر هو أحد أندية الجزائر لكرة القدم، تأسس عام 1925 في مدينة معسكر ، مدينة الأمير عبد القادر. أنجب النادي عدة لاعبين امثال الماحي خنان ومفلاح عواد ولخضر بلومي.

## تاريخ

### التأسيس
تأسس غالي معسكر رسميًا في 6 يونيو 1925 تحت اسم Gallia Club de Mascara. و سمح له للمنافسة في بطولة منطقة سيدي بلعباس لموسم 1925-1926 من مارس بشرط أن يدمج النادي الفرنسيين في قوته العاملة.

### بعد الإستقلال
نشط غالي معسكر في القسم الأول أول مرة عام 1970م وتحصل على لقب البطولة عام 1984م لعد فوزه على غريمه القوي شبيبة القبائل بـ 1/0 بمعسكر ومنذ ذلك الحين لم تستقر أوضاع الغالي فتارة يسقط إلى القسم الثاني وتارة أخرى للقسم الثالث

## إنجازات النادي
- 1951: بطل المنطقة الوهرانية
- 1951: ربع نهائي كأس شمال إفريقيا
- 1981: تحصل لخضر بلومي على الكرة الذهبية الإفريقية
- 1984: بطل الجزائر
- 1985: مشاركة في كأس أبطال إفريقيا (الوصول إلى الدور ربع النهائي)

## رؤساء النادي
- مخطار برحال
- بن عومر برحال
- علي مريح [5]
- نصر الدين مرابحية

## أبرز اللاعبين في تاريخ النادي
- لخضر بلومي
- ماحي خنان
- عواد مفلاح
- مختار شيباني
- محمد مبارك
- مختار عبيد
- باكر
- لعربي شعبان
- معمر الحبيب
- عبد العزيز بوط
- أمين بصغير

## وصلات خارجية
- غالي معسكر غالي معسكر  على فيسبوك.
- نادي غالي معسكر - موقع كورة
- غالي معسكر الجزائري غالي معسكر  على فيسبوك.